# Rajhradice
Rajhradice är en ort i Tjeckien. Den ligger i regionen Södra Mähren, i den sydöstra delen av landet, 190 km sydost om huvudstaden Prag. Rajhradice ligger 185 meter över havet och antalet invånare är 1 204.
Terrängen runt Rajhradice är platt.Runt Rajhradice är det ganska tätbefolkat, med 155 invånare per kvadratkilometer. Närmaste större samhälle är Brno, 11,6 km norr om Rajhradice. Trakten runt Rajhradice består till största delen av jordbruksmark.